# Frederick Augustus Genth
Friedrich August Ludwig Karl Wilhelm Genth (17. května 1820, Wächtersbach, Hesensko – 2. února 1893, Filadelfie, USA) byl americký chemik a mineralog německého původu. Anglická verze jeho jména je Frederick Augustus Genth.

## Život
Narodil se 17. května 1820 ve Wächtersbachu v Hesensku. Jeho otec byl Georg Friedrich, knížecí vrchní nadlesní, a matka Karolina Amalie, rozená Freyin von Schwartzenau. Již od útlého mládí ho otec vzdělával v přírodních vědách včetně botaniky, mineralogie a konchologie.

## Studium
V šestnácti letech začal studovat na gymnáziu v Hanau, které dokončil v roce 1839. Zpráva napsaná tehdejším ředitelem školy hovoří o jeho mimořádném zájmu o historii přírody a geografii a tahé o jeho mimořádné píli a schopnostech, které prokazoval po celou dobu studia.

Po ukončení gymnázia nastupuje Genth v roce 1839 ke studiu na univerzitu v Heidelbergu. Zde se věnuje hlavně studiu chemie, geologie a mineralogie. Jeho učiteli byli např. botanik Gottlieb Wilhelm Bischoff, mineralogové Johann Reinhard Blum a Karl Cäsar von Leonhard nebo chemik Leopold Gmelin. V roce 1841 přešel na univerzitu v Giessenu, kde studuje chemii pod vedením profesorů Freseniuse, Koppa a hlavně Liebiga.